# Anochetus medogensis
Anochetus medogensis (лат.) — вид муравьёв рода Anochetus из подсемейства Ponerinae (Formicidae). Китай (Тибет, Modog Country, Beibeng Town, Beibeng Village, 29.25N, 95.19E, 840 м).

## Описание
Длина тела от 7,35 до 7,89 мм, длина головы (HL) от 1,68 до 1,89 мм, ширина головы (HW) от 1,44 до 1,65 мм. От близких видов отличается 11 зубчиками на жевательном крае жвал, скапусом с редкими волосками, гладкими пронотумом и бороздчатым метаплевроном; мезонотум с передним поперечным килем. Основная окраска от красновато-коричневая. Мандибулы прямые, прикрепляются у середины переднего края головы, капкановидно открываются на 180 градусов, равны половине длины головы и несут несколько мелких зубчиков на жевательном крае и 2 вершинных длинных зубца. Усики 12-члениковые у рабочих и самок и 13-члениковые у самцов. Нижнечелюстные щупики состоят из 4 сегментов. Стебелёк состоит из одного членика петиоля. Жало развито.
Вид был впервые описан в 2019 году группой китайских мирмекологов (Zhilin Chen, Zhigang Yang, Shanyi Zhou).